# Ranma ½: Kessen Tougenkyou! Hanayomewo Torimodose!
Ranma ½: Kessen Tougenkyou! Hanayomewo Torimodose! (らんま1/2 決戦桃幻郷! 花嫁を奪りもどせ!! lit. ¡Batalla en Togenkyo! ¡Devuelvan a las novias!?), también conocida como Nihao, My Concubine, es la segunda película de la serie Ranma ½. 

## Argumento
La historia tiene a todos los personajes como náufragos en una isla después que una tormenta arruinara el yate de Kuno. Repentinamente cada una de las chicas empieza a desaparecer, hasta que se revela su rapto hacia la isla vecina de Togenkyo, a cargo del príncipe Toma y su séquito. La isla tiene un manantial similar a la "Fosa del Hombre Ahogado" de Jusenkyo, por lo que Ranma, Ryoga, Genma y Mousse están interesados en él no sólo para salvar a las muchachas raptadas, sino también para curar sus maldiciones. Esta película ofrece algunas escenas de lucha mejor animadas de la serie, las cuales hacen un excelente trabajo mostrando las habilidades de algunos de los personajes secundarios como Mousse y Kuno Tatewaki.

## Reparto
| Personaje      | Actor de Voz (Japón) | Actor de Voz (España) | Actor de Voz (Hispanoamérica) |
| -------------- | -------------------- | --------------------- | ----------------------------- |
| Ranma (hombre) | Kappei Yamaguchi     | Albert Trifol Segarra | Luis Daniel Ramírez           |
| Ranma (mujer)  | Megumi Hayashibara   | Nuria Trifol          | Pilar Escandón                |
| Akane Tendo    | Noriko Hidaka        | Victoria Ramos        | Patricia Acevedo              |
| Shampoo        | Rei Sakuma           | Nuria Doménech        | Mónica Villaseñor             |
| Ryoga Hibiki   | Kōichi Yamadera      | Daniel García         | Benjamín Rivera               |
| Mousse         | Toshihiko Seki       | Raúl Llorens          | José Gilberto Vilchis         |
| Genma Saotome  | Kenichi Ogata        | José Félix Pons (†)   | Roberto Mendiola              |
| Soun Tendo     | Ryunosuke Okobayashi | Félix Benito          | Enrique Mederos (†)           |
| Kasumi Tendo   | Kikuko Inoue         | Susana Macías         | Mónica Villaseñor             |
| Nabiki Tendo   | Minami Takayama      | María Luisa Roselló   | Isabel Martiñón               |
| Abuela Cologne | Miyoko Asō           | Lourdes López         | Magda Giner                   |
| Happosai       | Ichirō Nagai         | Enric Isasi-Isasmendi | José Luis McConnell           |
| Kuno Tatewaki  | Hirotaka Suzuoki (†) | Jordi Pons            | Óscar Flores                  |
| Ukyo Kuonji    | Hiromi Tsuru(†)      | María del Mar Tamarit | Gabriela Willert              |
| Toma           | Mitsuaki Madono      | Ángel de Gracia       | Yamil Atala                   |
| Sarutoru       | Eiko Yamada          | Xavier Fernández      | José Arenas                   |
| Toristan       | Issei Futamata       | Aleix Estadella       | Orlando Rivas                 |
| Wonton         | Satohito Nakajima    | Desconocido           | Roberto Mendiola (¿?)         |

## Escenas eliminadas
- Mientras todos los demás están afuera rescatando a varias muchachas, Genma, Cologne y Happosai encaran a Toma.
- Ranma descubre las consecuencias del encuentro con Toma en la eliminada escena anterior. Cologne le da un alfiler que le hará sentir "verdadero dolor" y derrotar a las ilusiones de Toma.
- Ranma clava el alfiler en su pierna y ello le permite ver a través del fuego ilusionario de Toma.

- Datos: Q3930136